# Анна Марія Пфальц-Нойбурзька
Анна Марія Пфальц-Нойбурзька (нім. Anna Maria von Pfalz-Neuburg; 18 серпня 1575 — 11 лютого 1643) — пфальцграфиня Пфальц-Нойбурзька з династії Віттельсбахів, донька пфальцграфа та герцога Пфальц-Нойбургу Філіпа Людвіга та принцеси Юліх-Клеве-Берзької Анни, друга дружина герцога Саксен-Веймару Фрідріха Вільгельма I.

## Біографія
Народилась 18 серпня 1575 року в Нойбурзі. Стала первістком в родині пфальцграфа та герцога Пфальц-Нойбургу Філіпа Людвіга та його дружини Анни Юліх-Клеве-Берзької, з'явившись на світ за одинадцять місяців після їхнього весілля. Мала молодших братів Вольфганга Вільгельма, Оттона Генріха, Августа та Йоганна Фрідріха й сестер Доротею Сабіну, Амалію Ядвіґу та Софію Барбару.
У 16-річному віці була видана заміж за 29-річного герцога Саксен-Веймару Фрідріха Вільгельма I. З нагоди одруження була випущена золота монета із зображеннями молодят з обох боків. Весілля пройшло 9 вересня 1591 року в Нойбурзі. Для нареченого це був другий шлюб. Від першого він мав двох малолітніх доньок. У подружжя народилося шестеро спільних дітей.
Мешкало сімейство в Торгау, де Фрідріх Вільгельм виконував функції регента при дітях Крістіана I. До Веймару повернулись у 1601 році. Витрачала родина всього 8 000 флоринів на рік, оскільки герцог вирішив скоротити витрати після надмірних розкошів юності. Правителем він був справедливим і благочесним.
Помер Фрідріх Вільгельм у липні 1602 року. За сім місяців Анна Марія народила їхнього молодшого сина. Після втрати чоловіка вона впала у глибоку депресію.

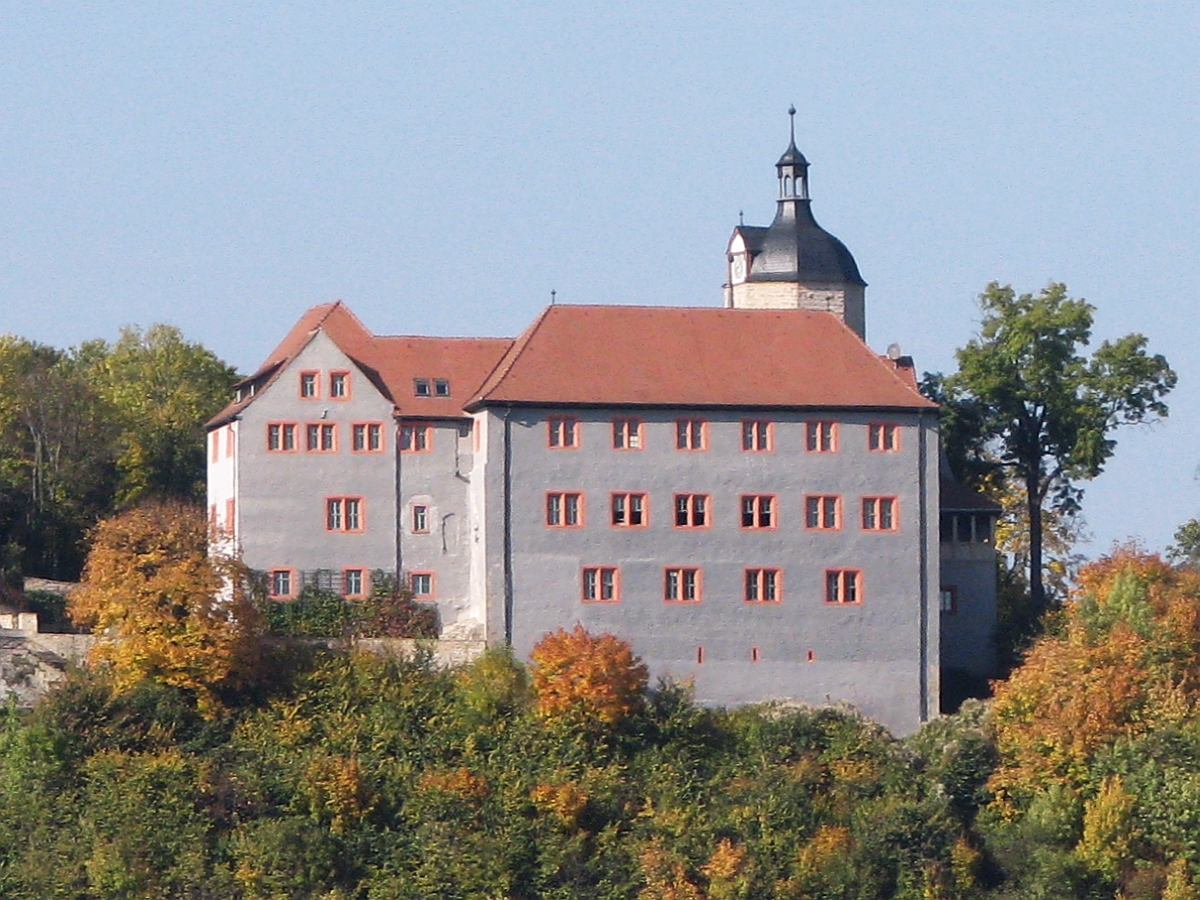
Дорнбурзький замок

1604 року переїхала із дітьми до Альтенбургу, де її синам було виокремлено зі складу Саксен-Веймару незалежне герцогство Саксен-Альтенбург. Від 1612 року мешкала окремо у палаці виділеного для неї амту Дорнбург.
В ході Тридцятилітньої війни у 1631 році її палац було атаковано хорватськими військами генерала Тіллі. Герцогиня стійко оборонялася, але її володіння були пограбовані, а сама вона отримала поранення в щоку. За допомогою місцевих жителів палац вдалося відстояти. На знак подяки Анна Марія дарувала місцевій церкві коштовний кубок.
Померла 11 лютого 1643 року у Дорнбурзі. Була похована у замурованій нині князівській усипальні Братської церкви в Альтенбурзі.

## Родина
Чоловік — Фрідріх Вільгельм I
Діти:

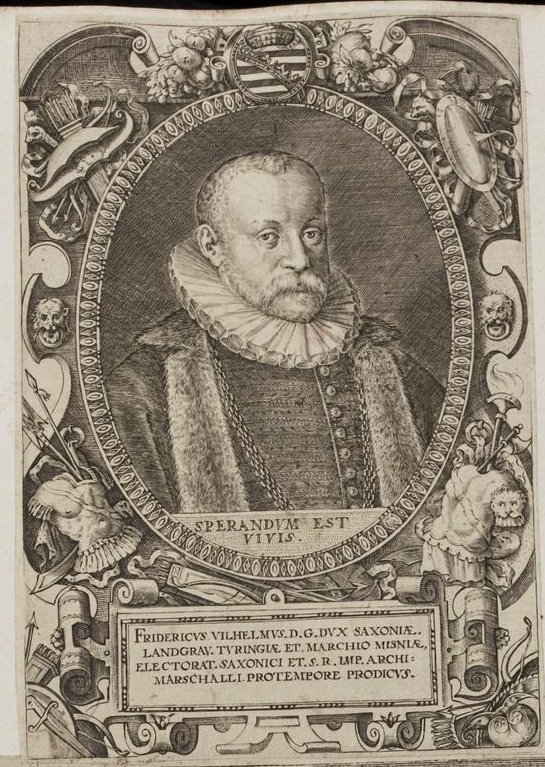
Фрідріх Вільгельм I на гравюрі

- Йоганн Філіп (1597—1639) — герцог Саксен-Альтенбургу у 1603—1639 роках, був одруженим із Єлизаветою Брауншвейг-Вольфенбюттельською, мав єдину доньку;
- Анна Софія (1598—1641) — дружина князя Олесницького Карла Фрідріха, мала єдину доньку;
- Фрідріх (1599—1625) — полковник кавалерії данського війська, одруженим не був, дітей не мав;
- Йоганн Вільгельм (1600—1632) — полковник саксонського війська, одруженим не був, дітей не мав;
- Доротея (1601—1675) — дружина герцога Саксен-Ейзенаху Альбрехта, дітей не мала;
- Фрідріх Вільгельм (1603—1669) — герцог Саксен-Альтенбургу у 1639—1669 роках, був двічі друженим, мав трьох дітей від другого шлюбу.